# Liechtenstein al Festival de la Cançó d'Eurovisió
Liechtenstein ha intentat participar en el Festival de la Cançó d'Eurovisió en 1976— malgrat no ser membre de la Unió Europea de Radiodifusió, una regla fonamental per fer-ho. En 1969, la seva proposta era, suposadament, «Un beau matin» de Vetty, però es creu que va ser una broma de la companyia francesa que va fer un CD recopilatori. Encara que la cançó va ser real, les normes del moment haguessin fet impossible que la cançó de Liechtenstein fos interpretada totalment en francès. Malgrat això, una cosa que sí que és segura és que, en 1976, Biggi Bachmann representaria el principat amb la cançó «My Little Cowboy» a La Haia. No obstant això, el fet de no ser membre de la UER va significar la impossibilitat que hi assistís. Cal destacar que Bachmann va entrar en la final nacional Suïssa per a una edició posterior però no la va guanyar.
D'altra banda, el país podria eventualment participar en el festival, ja que des del 15 d'agost de 2008 va entrar en operacions 1FLTV, l'única estació de televisió del país i, per tant, podria ingressar com a membre de la UER. De fet, l'estació va presentar formalment una sol·licitud per convertir-se en membre ple de l'ens de radiodifusió europeu. Des de l'edició de 2008 és, juntament amb la Ciutat del Vaticà i Kosovo (un estat parcialment reconegut), els únics països europeus que no han participat en cap edició d'Eurovisió, atès que San Marino va participar aquell any per primera vegada.
En un correu electrònic enviat a la pàgina web Eurovision Times, el director d'1FLTV, Peter Kölbel, va informar que a causa de la falta de subsidis del govern de Liechtenstein, la integració no seria possible fins a l'any 2013 com a molt ràpid. L'emissora ha tractat d'adherir-se a la UER des de 2010. No obstant això, el govern no s'ha compromès a finançar l'única cadena del país per fer-ho. El director va afegir a continuació que creia que el país podria unir-se a la competició en 2013 si a l'abril de 2012 el govern aprovava el finançament necessari. Això no es va dur a terme i, per tant, 1FLTV no és encara membre de la UER, de manera que Liechtenstein no pot participar de moment al Festival d'Eurovisió.

## Participacions
Llegenda
| Any                                   | Seu     | Artista        | Cançó              | Final   | Punts   | Semifinal | Punts   |
| ------------------------------------- | ------- | -------------- | ------------------ | ------- | ------- | --------- | ------- |
| 1969                                  | Madrid  | Vetti          | «Un beau matin»    | Retirat | Retirat | Retirat   | Retirat |
| No hi va participar entre 1970 i 1975 |         |                |                    |         |         |           |         |
| 1976                                  | La Haia | Biggi Bachmann | «My Little Cowboy» | Retirat | Retirat | Retirat   | Retirat |
| No hi va participar entre 1981 i 2025 |         |                |                    |         |         |           |         |